# Hans Lerch (Unternehmer)
Hans Lerch (* 19. Februar 1896 in Mainz als Johannes Hans Lerch; † 8. November 1958 in Montreal) war ein deutscher Industrieller und Königlich-Jugoslawischer Generalkonsul.

## Leben
Nach dem Ersten Weltkrieg gründete Johannes Hans Lerch zur Zeit der Weimarer Republik im Jahr 1921 in Hannover die Großhandlung für technische Artikel J. H. Lerch & Co., die sich bald „[...] zu einem der größten Unternehmen dieser Art“ entwickelte.
1928 wurde Lerch zum Königlich-Jugoslawischen Generalkonsul ernannt.
Nachdem Lerch Anfang der 1930er Jahre bereits die Mehrheit der Aktien der Hanomag gehalten und das Unternehmen auch geführt hatte, ging 1935 die Aktienmehrheit der MIAG Mühlenbau und Industrie AG von der Dresdner Bank auf Lerch über.

Erinnerungstafel der Gedenkstätte des KZ-Außenlager Schillstraße in Braunschweig mit Kopie der Titelseite der Werkzeitschrift der Betriebsgemeinschaft MIAG aus dem Jahre 1941

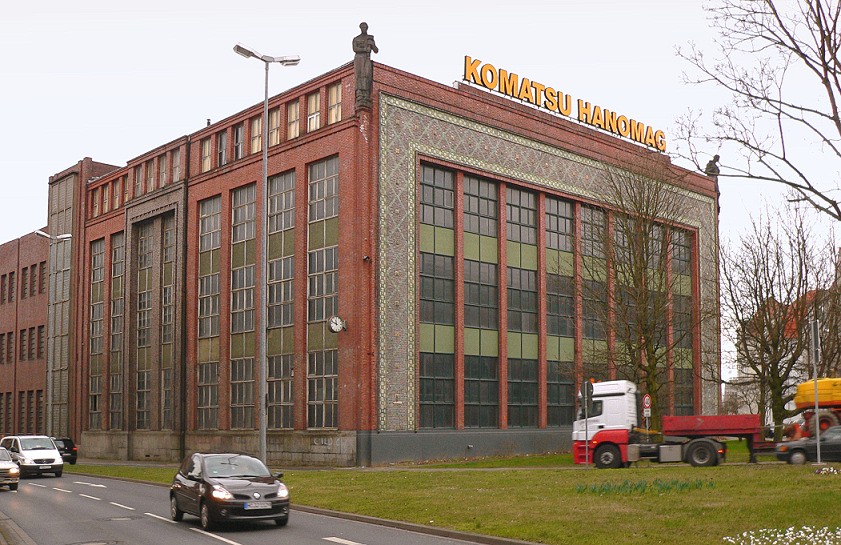
Bis Anfang der 1930er leitete Lerch die Hanomag
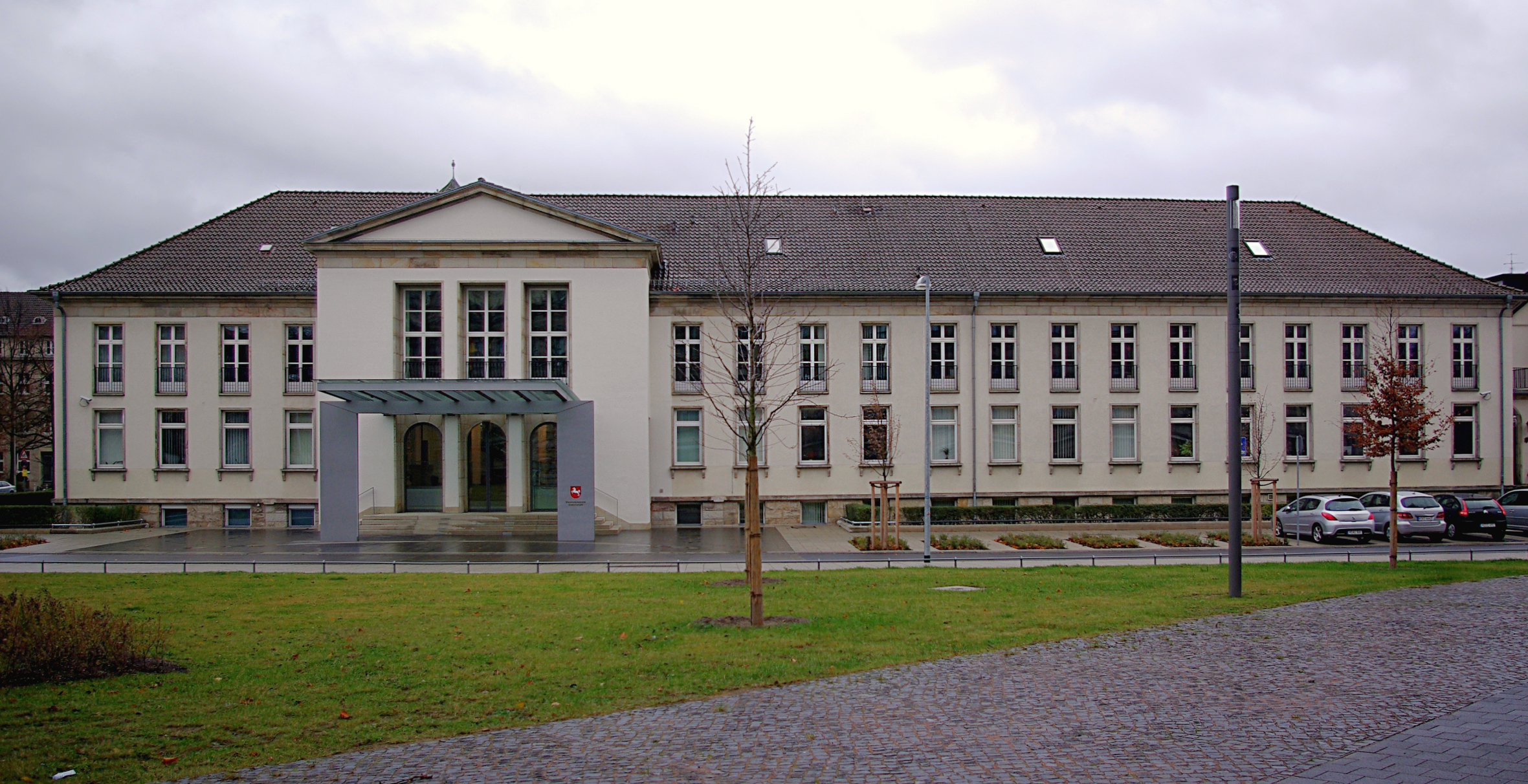
Der von Adolf Springer 1935 errichtete Verwaltungsbau für die Firma J. H. Lerch, später Sitz der niedersächsischen Ministerpräsidenten in der niedersächsischen Staatskanzlei
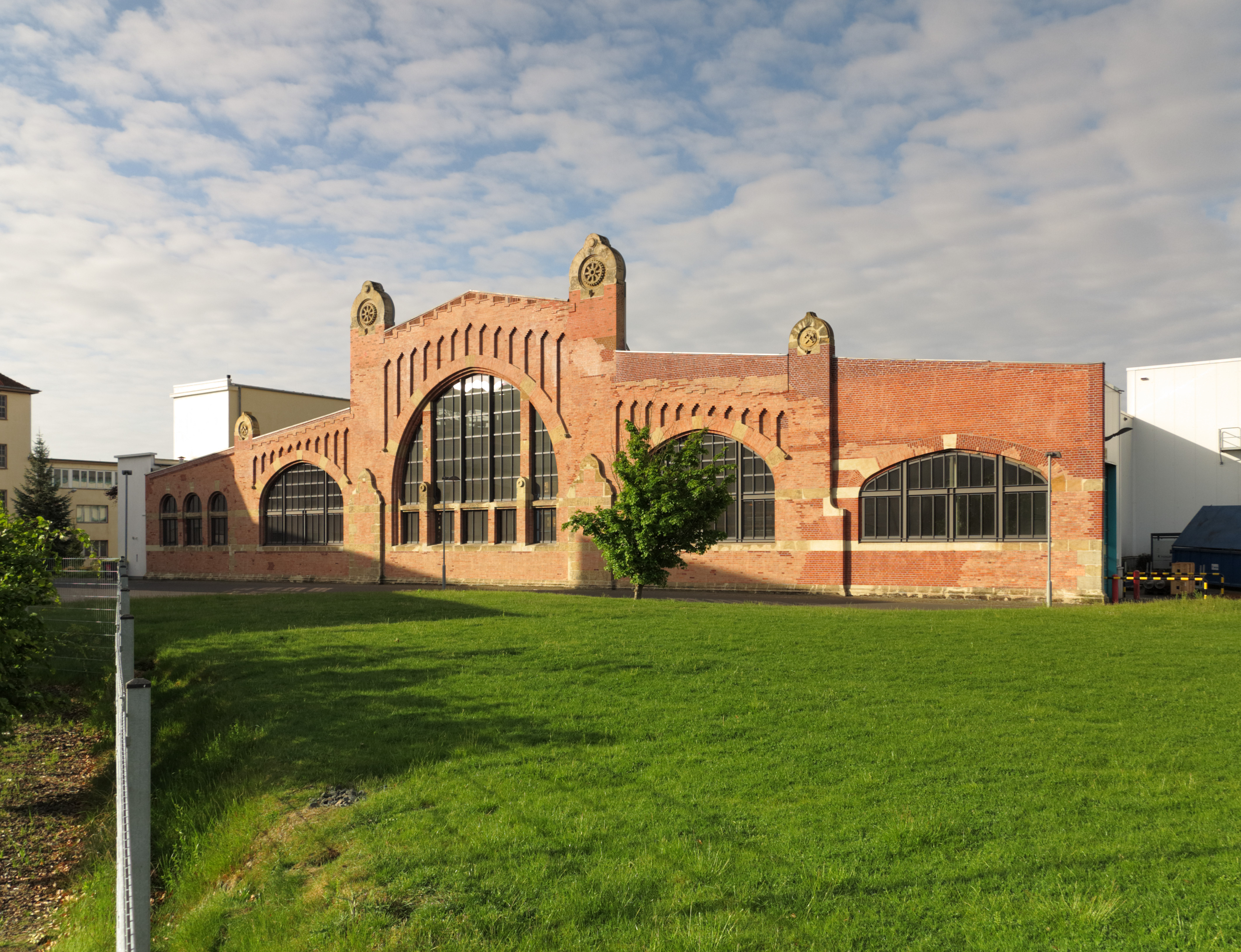
Ehemalige Gießerei der MIAG Mühlenbau und Industrie in Braunschweig

Für die Zeit des Nationalsozialismus und des Zweiten Weltkrieges findet sich der Name Lerch mehrfach in Verbindung mit Zwangsarbeitern, teils in Verbindung mit dem Rüstungskommando Braunschweig.
Nach dem Krieg – in dessen Folge die Zweigstellen der Firma J. H. Lerch in Leipzig, Wien und Hamburg verloren gingen – baute Hans Lerch die MIAG Mühlenbau und Industrie GmbH mit Sitz in Braunschweig wieder auf und verschaffte ihr nicht zuletzt durch seine persönliche Initiative erneut Weltgeltung.
Am 16. März 1953 promovierte die Technische Hochschule Braunschweig „[…] in Würdigung seiner Verdienste um die deutsche Wirtschaft den Inhaber (alleinigen Gesellschafter) der MIAG Mühlenbau und Industrie GmbH., Hannover, Generalkonsul J. H. Lerch“ zum Dr.-Ing. E. h. sowie zum Ehrensenator.
In den 1950er Jahren wurde Johannes Hans Lerch zudem als Berater für Industrialisierungsfragen in Kanada tätig, „[...] wodurch der deutschen Wirtschaft auch namhafte Exporte ermöglicht wurden.“
Noch Mitte der 1950er Jahre fand sich die Hauptverwaltung der J. H. Lerch & Co. GmbH in dem firmeneigenen Gebäude Planckstraße 2 und 3 in Hannover, das später Sitz der niedersächsischen Ministerpräsidenten in der Niedersächsischen Staatskanzlei wurde. Das Gebäude wurde während der Regierungszeit von Ministerpräsident Alfred Kubel angekauft, nachdem sich Pläne zum Bau einer Staatskanzlei am Waterlooplatz zerschlagen hatten.
Nach Lerchs Tod emigrierte seine Witwe in die USA und verkaufte die Aktienmehrheit der MIAG an den zuvor jahrzehntelang stärksten Konkurrenten, die Schweizer Gebr. Bühler.